# Acroria niphanda
Acroria niphanda är en fjärilsart som beskrevs av Druce 1889. Acroria niphanda ingår i släktet Acroria och familjen nattflyn. Inga underarter finns listade i Catalogue of Life.